# Bernard Slade
Pour les articles homonymes, voir Slade (homonymie).
Bernard Slade, né le 2 mai 1930 à Saint Catharines et mort le 30 octobre 2019, est un auteur dramatique et scénariste canadien de télévision et de cinéma. Il est surtout connu comme l'auteur de la comédie sentimentale Même heure, l'année prochaine.

## Biographie
Bernard Slade débute comme acteur au Garden center theatre à Lincoln. Dans les années 1960, il s'installe à Hollywood où il travaille comme scénariste et dialoguiste pour des sitcoms à la télévision américaine. Ainsi, il participe à l’écriture de la série Ma sorcière bien-aimée et conçoit les émissions La Sœur volante et The Partridge Family.
Mais c’est pour la scène que Bernard Slade écrira son œuvre la plus célèbre Même heure, l'année prochaine, une comédie sentimentale décrivant la relation entre deux amants qui se rencontrent une fois par an. Créée à New-York en 1975, la pièce remporte un grand succès (plus de 1 400 représentations) et est fréquemment reprise depuis. Un film réalisé par Richard Mulligan est tiré de la pièce en 1978 et permet à Slade d'être en nomination pour l'Oscar de la meilleure adaptation.
Slade connait un succès honorable, quoique de moindre envergure, avec son œuvre suivante, Coup de chapeau, une comédie dramatique centrée sur un homme vieillissant qui tente de se rapprocher de son fils. La pièce est créée à Broadway en juin 1978 et le rôle principal est tenu par Jack Lemmon qui sera aussi la vedette de l’adaptation cinématographique que Bob Clark réalise en 1980. La troisième pièce de Bernard Slade, La Fille sur la banquette arrière, est créée en novembre 1979. Elle garde l'affiche à Broadway pendant presque un an et sera elle aussi portée à l'écran, cette fois par Arthur Hiller en 1983. La Fille sur la banquette arrière traite de la collaboration entre un dramaturge réputé et sa partenaire d'écriture.
En 1982, Slade propose une nouvelle comédie dramatique, Les Grandes Occasions, regard sur un couple qui se sépare après 20 ans de mariage. En 1996, il crée une suite à Même heure l’année prochaine, intitulée en anglais Same Time, Another Year qui ne connait pas le même succès que son prédécesseur.
Bernard Slade est mort le 30 octobre 2019 à l'âge de 89 ans, des suites de la maladie à corps de Lewy.

## Filmographie

### Télévision
- 1957 : On Camera, série télévisée
- 1958 : Matinee theatre, série télévisée
- 1964 : A Very Close Family, série télévisée
- 1964 : My Living Doll, série télévisée
- 1964-1968 : Ma sorcière bien-aimée (Bewitched), série télévisée
- 1965 : Bob Hope presents the Chrysler Theatre, émission TV
- 1967 : Love on a Rooftop, série télévisée
- 1967-1969 : La Sœur volante (The Flying Nun), série télévisée
- 1969 : Under the Yum Yum Tree, téléfilm
- 1969 : In Name Only (téléfilm)
- 1970-1974 : The Partridge Family, série télévisée
- 1971 : Is There a Doctor in the House, téléfilm
- 1972 : Bobby Jo and the Good Time Band, téléfilm
- 1973 : Bridget Loves Bernie, série télévisée
- 1973 : The Girl With Something Extra, série télévisée
- 1974 : Ernie, Madge and Artie, téléfilm
- 1976 : Good Heavens, série télévisée
- 1987 : Trying Times, série télévisée
- 2002 : Ulet (téléfilm)
- 2003 :  Starà làska nerezavi, téléfilm
- 2004 : Tajné sny, téléfilm
- 2006 : Les Grandes Occasions (Special Occasions), téléfilm

### Cinéma
- 1972 : Stand Up and Be Counted (en) de Jackie Cooper
- 1978 : Même heure, l'année prochaine (Same Time, Next Year) de Robert Mulligan
- 1980 : Un fils pour l'été (Tribute) de Bob Clark,
- 1983 : La Fille sur la banquette arrière (Romantic comedy) d'Arthur Hiller
- 1998 : Grandes Ocasiones de Felipe Vega

## Théâtre
- 1975 : Même heure l’année prochaine (Same Time, Next Year)
- 1978 : Coup de chapeau (en) (Tribute)
- 1979 : La fille sur la banquette arrière (en) (Romantic Comedy)
- 1982 : Les Grandes Occasions (Special Occasions)